# Vornschneider

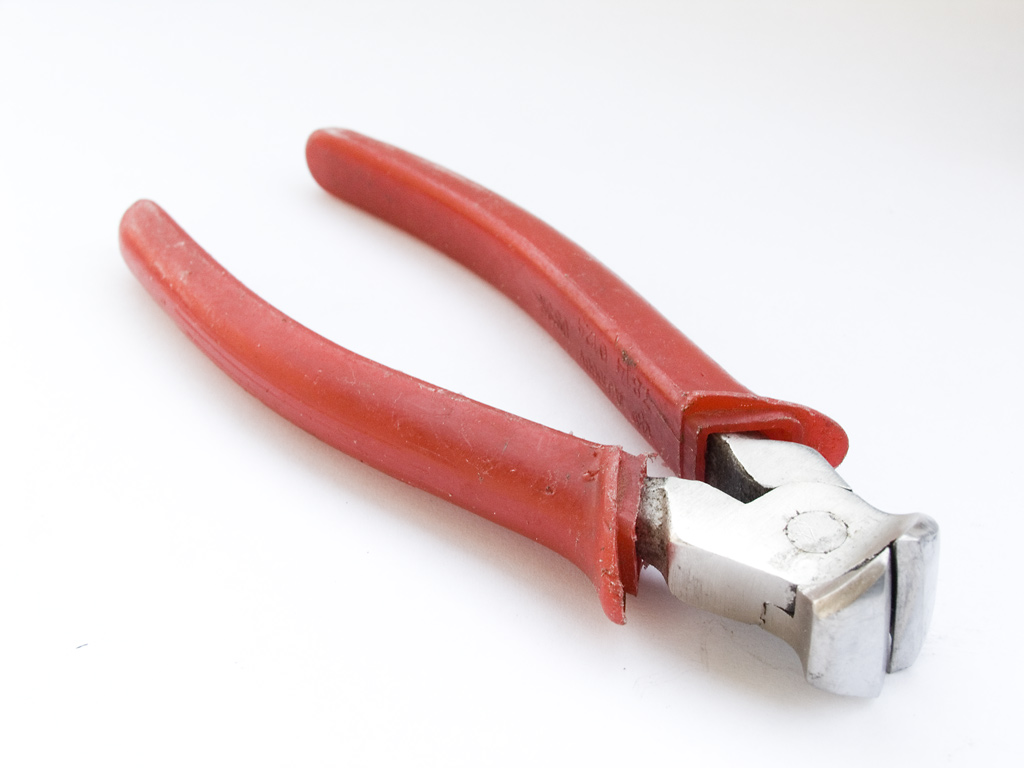
Vornschneider

Ein Vornschneider oder Frontschneider ist eine Zange zum Trennen von Drähten.
Sie ähnelt einer Kneifzange, von der sie sich durch einen kürzeren Kopf und damit einer größeren Hebelübersetzung unterscheidet, und in der Schneidenform einem Seitenschneider. Sie hat unsymmetrische Schneiden, mit denen man vorstehende Drähte unter beengten Arbeitsverhältnissen bündig abschneiden kann. Im Unterschied zum Seitenschneider verlaufen die Schneiden quer zu den Zangengriffen (90° oder schräg). Daher sind solche Zangen hauptsächlich als Elektronikerwerkzeug gebräuchlich.
Eine Spezialform des Vornschneiders ist der Hebelvornschneider. Diese Zangen, meist in der 200-mm-Klasse oder größer, dienen zum Abkneifen von Drähten, Nägeln und Schrauben. Ein zum Hebel zweiter Übersetzungsmechanismus führt zu größerer Schnittkraft.
Da sich durch die im Vergleich zur Kneifzange veränderte Geometrie der Kopf weniger weit öffnet, tritt die Greiffunktion zurück.